# Globoder

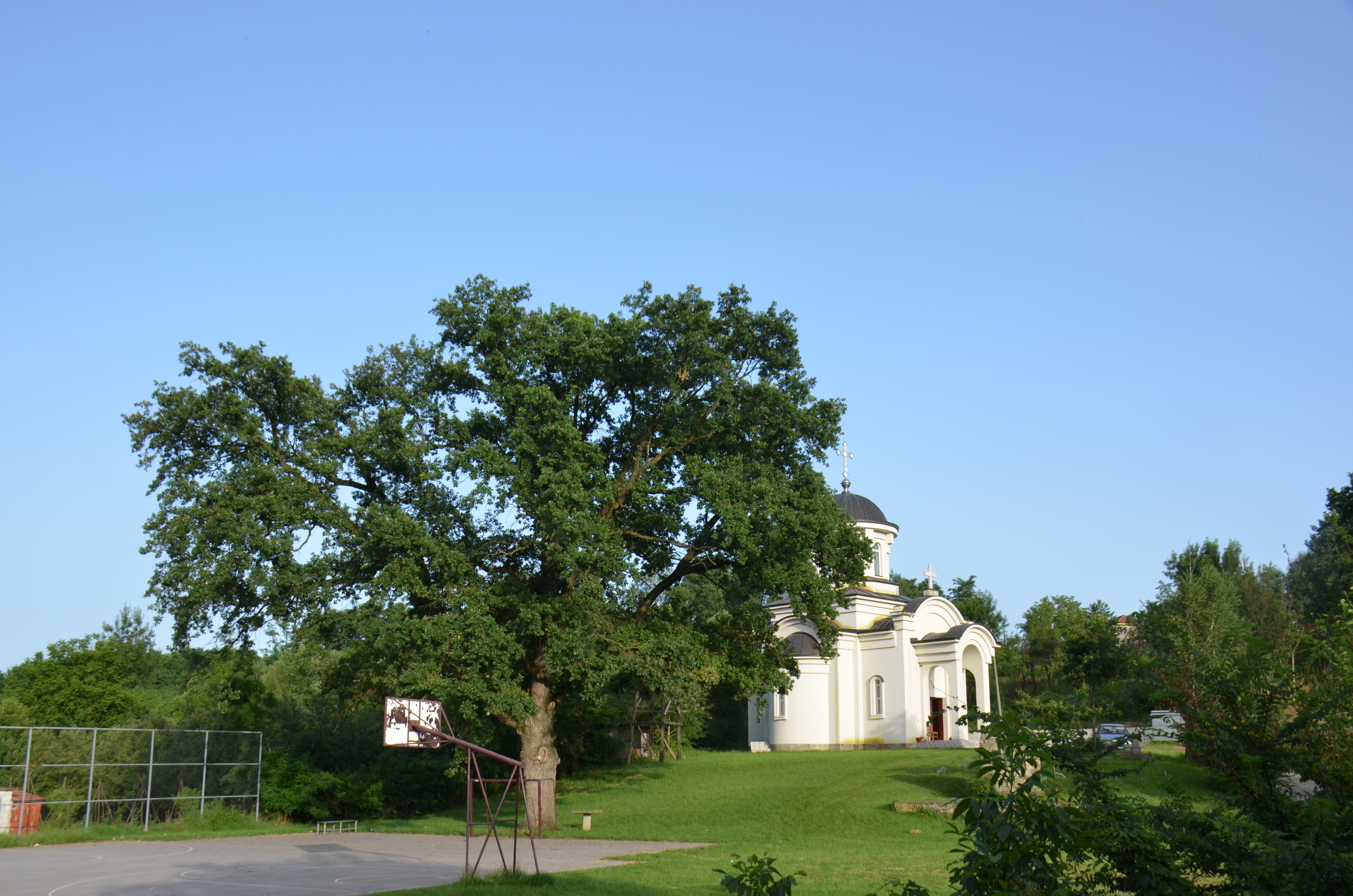
Globoder in Serbien

Globoder (serbisch-kyrillisch Глободер) ist ein serbisches Dorf in der Gemeinde Kruševac.
Der Ort hat 1656 Einwohner (Zensus 2002).